# Saptari
Der Distrikt Saptari (Nepali सप्तरी) ist einer von 77 Distrikten in Nepal und gehört seit der Verfassung von 2015 zur Provinz Madhesh.

## Geschichte
Bis zum Jahr 2015 gehörte der Distrikt zur Verwaltungszone Sagarmatha.

## Geographie
Der Distrikt liegt im Terai und reicht von der ersten Siwalikkette im Norden bis zur indischen Grenze im Süden. Die Flüsse Balan und Koshi, einer der drei größten Flüsse Nepals, grenzen den Distrikt nach Westen und Osten ab.
Das Klima ist tropisch mit heißen und sehr feuchten Sommern (Temperaturen zwischen 33 °C und 26 °C, Luftfeuchtigkeit etwa 85 %) und milden Wintern (Temperaturen zwischen 25 °C und 11 °C, Luftfeuchtigkeit etwa 40 %). Der Monsun beginnt im Mai und dauert bis Oktober an.
2001 hatte es 570.282 Einwohner, 2011 waren es 639.284.

## Verwaltungsgliederung
Städte im Distrikt Saptari:
- Hanumannagar Kankalani
- Kanchan Rup
- Rajbiraj
- Saptakoshi
- Shambhunath
- Bodebarsain
- Dakneshwori
- Khadak
- Surunga

Gaunpalikas (Landgemeinden):
- Agnisaira Krishnasavaran
- Balan-Bihul
- Rajgadh
- Bishnupur
- Chhinnamasta
- Mahadeva
- Rupani
- Tilathi Koiladi
- Tirhut

Bis zum Jahr 2017 wurde der Distrikt in die folgenden Village Development Committees (VDCs) unterteilt:
- Arnaha
- Aurahi
- Bainiya
- Bairawa
- Bakdhauwa
- Bamangamakatti
- Banarjhula
- Banaula
- Banauli
- Barhmapur
- Barsain
- Basbiti
- Bathnaha
- Belhi
- Belhi Chapma
- Bhagawatpur
- Bhardaha
- Bhutahi
- Birpur Barahi
- Bishariya-Bhelhi
- Bodebarsaien
- Boriya
- Brahmapur
- Chhinnamasta
- Dauda
- Daulatpur
- Deuri
- Deurimaruwa
- Dhanagadi
- Didhawa
- Diman
- Fakira
- Farseth
- Fulkahi
- Gamhariya Parwaha
- Goithi
- Hardiya
- Hariharpur
- Haripur
- Inarwa Fulpariya
- Itahari Bishnupur
- Jamuni Madhapura
- Jandaul
- Jhutaki
- Kabilash
- Kachan
- Kataiya
- Khadgapur
- Khojpur
- Ko. Madhepura
- Kochabakhari
- Koiladi
- Kushaha
- Lalapati
- Launiya
- Lohajara
- Madhawapur
- Madhupati
- Mahadeva
- Maina Kaderi
- Maina Sahasrabahu
- Malekpur
- Maleth
- Malhanama
- Malhaniya
- Manraja
- Mauwaha
- Nargho
- Negada
- Pakari
- Pansera
- Parasbani
- Paterwa
- Pato
- Patthargada
- Pipra
- Portaha
- Ramnagar
- Rampur Malhaniya
- Rautahat
- Rayapur
- Sankarpura
- Saraswor
- Simraha Sigiyaun
- Siswa Beihi
- Sitapur
- Tarahi
- Terahota
- Tikuliya
- Tilathi
- Trikola